# Stênio
Stênio Zanetti Toledo, noto semplicemente come  Stênio (Poços de Caldas, 5 aprile 2003), è un calciatore brasiliano, attaccante dell'América-MG in prestito dal Karpaty L'viv.

## Carriera

### Club
Inizia a giocare a calcio con il Cruzeiro, con cui ha esordito in Série B il 9 agosto 2020 nella vittoria contro il Botafogo.
Ad agosto 2021 viene prelevato dal Torino, in prestito con diritto di riscatto ed aggregato alla formazione Primavera. Coi granata colleziona 29 presenze con 2 reti nel Campionato Primavera.
Al termine della stagione, non viene riscattato e torna al Cruzeiro, contribuendo alla promozione in Série A con 2 reti in 5 presenze.

### Nazionale
Nel dicembre 2022 viene convocato dal CT Ramon Menezes per partecipare al campionato sudamericano di calcio Under-20 2023. Con i verdeoro gioca 8 partite con una rete, contribuendo alla vittoria del torneo.

## Statistiche

### Presenze e reti nei club
Statistiche aggiornate al 28 febbraio 2025.
| Stagione        | Squadra         | Campionato      | Campionato | Campionato | Coppe nazionali | Coppe nazionali | Coppe nazionali | Coppe continentali | Coppe continentali | Coppe continentali | Altre coppe | Altre coppe | Altre coppe | Totale | Totale |
| Stagione        | Squadra         | Comp            | Pres       | Reti       | Comp            | Pres            | Reti            | Comp               | Pres               | Reti               | Comp        | Pres        | Reti        | Pres   | Reti   |
| --------------- | --------------- | --------------- | ---------- | ---------- | --------------- | --------------- | --------------- | ------------------ | ------------------ | ------------------ | ----------- | ----------- | ----------- | ------ | ------ |
| 2020            | Cruzeiro        | B+CM            | 5+1        | 0          | CB              | 0               | 0               | -                  | -                  | -                  | -           | -           | -           | 6      | 0      |
| 2021            | Cruzeiro        | B+CM            | 4+4        | 0          | CB              | 2               | 0               | -                  | -                  | -                  | -           | -           | -           | 10     | 0      |
| 2021-2022       | Torino          | A               | 0          | 0          | CI              | -               | -               | -                  | -                  | -                  | -           | -           | -           | 0      | 0      |
| lug.-dic. 2022  | Cruzeiro        | B               | 5          | 2          | CB              | 0               | 0               | -                  | -                  | -                  | -           | -           | -           | 5      | 2      |
| 2023            | Cruzeiro        | A+CM            | 13+4       | 0          | CB              | 3               | 0               | -                  | -                  | -                  | -           | -           | -           | 20     | 0      |
| Totale Cruzeiro | Totale Cruzeiro | Totale Cruzeiro | 27+9       | 2          |                 | 5               | 0               |                    | -                  | -                  |             | -           | -           | 41     | 2      |
| gen.-giu. 2024  | AVS             | LP              | 16+2       | 1          | CP              | -               | -               | -                  | -                  | -                  | -           | -           | -           | 18     | 1      |
| 2024-2025       | Karpaty L'viv   | PL              | 15         | 0          | CU              | 2               | 0               | -                  | -                  | -                  | -           | -           | -           | 17     | 0      |
| 2025            | América-MG      | B+CM            | 0+0        | 0          | CB              | 0               | 0               | -                  | -                  | -                  | -           | -           | -           | 0      | 0      |
| Totale carriera | Totale carriera | Totale carriera | 69         | 3          |                 | 7               | 0               |                    | -                  | -                  |             | -           | -           | 76     | 3      |

### Cronologia presenze e reti in nazionale
| Cronologia completa delle presenze e delle reti in nazionale ― Brasile under 20 | Cronologia completa delle presenze e delle reti in nazionale ― Brasile under 20 | Cronologia completa delle presenze e delle reti in nazionale ― Brasile under 20 | Cronologia completa delle presenze e delle reti in nazionale ― Brasile under 20 | Cronologia completa delle presenze e delle reti in nazionale ― Brasile under 20 | Cronologia completa delle presenze e delle reti in nazionale ― Brasile under 20 | Cronologia completa delle presenze e delle reti in nazionale ― Brasile under 20 | Cronologia completa delle presenze e delle reti in nazionale ― Brasile under 20 |
| Data                                                                            | Città                                                                           | In casa                                                                         | Risultato                                                                       | Ospiti                                                                          | Competizione                                                                    | Reti                                                                            | Note                                                                            |
| ------------------------------------------------------------------------------- | ------------------------------------------------------------------------------- | ------------------------------------------------------------------------------- | ------------------------------------------------------------------------------- | ------------------------------------------------------------------------------- | ------------------------------------------------------------------------------- | ------------------------------------------------------------------------------- | ------------------------------------------------------------------------------- |
| 19-1-2023                                                                       | Cali                                                                            | Perù under 20                                                                   | 0 – 3                                                                           | Brasile under 20                                                                | Campionato sudamericano Under-20 2023                                           | -                                                                               | 61’                                                                             |
| 23-1-2023                                                                       | Cali                                                                            | Argentina under 20                                                              | 1 – 3                                                                           | Brasile under 20                                                                | Campionato sudamericano Under-20 2023                                           | -                                                                               | 84’                                                                             |
| 25-1-2023                                                                       | Cali                                                                            | Colombia under 20                                                               | 1 – 1                                                                           | Brasile under 20                                                                | Campionato sudamericano Under-20 2023                                           | -                                                                               |                                                                                 |
| 28-1-2023                                                                       | Cali                                                                            | Brasile under 20                                                                | 2 – 1                                                                           | Paraguay under 20                                                               | Campionato sudamericano Under-20 2023                                           | 1                                                                               | 62’                                                                             |
| 31-1-2023                                                                       | Bogotà                                                                          | Brasile under 20                                                                | 3 – 1                                                                           | Ecuador under 20                                                                | Campionato sudamericano Under-20 2023                                           | -                                                                               | 46’                                                                             |
| 6-2-2023                                                                        | Bogotà                                                                          | Paraguay under 20                                                               | 3 – 1                                                                           | Brasile under 20                                                                | Campionato sudamericano Under-20 2023                                           | -                                                                               | 63’                                                                             |
| 9-2-2023                                                                        | Bogotà                                                                          | Colombia under 20                                                               | 0 – 0                                                                           | Brasile under 20                                                                | Campionato sudamericano Under-20 2023                                           | -                                                                               | 70’                                                                             |
| 12-2-2023                                                                       | Bogotà                                                                          | Brasile under 20                                                                | 2 – 0                                                                           | Uruguay under 20                                                                | Campionato sudamericano Under-20 2023                                           | -                                                                               | 81’                                                                             |
| Totale                                                                          |                                                                                 | Presenze                                                                        | 8                                                                               |                                                                                 | Reti                                                                            | 1                                                                               |                                                                                 |

## Palmarès

### Club
- Campeonato Brasileiro Série B: 1

Cruzeiro: 2022

### Nazionale
- Campionato sudamericano di calcio Under-20: 1

Brasile Under-20: 2023